# 25. Waffen-Grenadier-Division der SS „Hunyadi“ (ungarische Nr. 1)
Die 25. Waffen-Grenadierdivision der SS „Hunyadi“ (ungarische Nr. 1) war eine Grenadier-Division der Waffen-SS im Zweiten Weltkrieg. Ein großer Teil der Truppen und Offiziere bestand aus madjarischen Freiwilligen, die den Pfeilkreuzlern angehörten.

## Geschichte
Die Division wurde im April 1944 als 25. SS-Freiwilligen-Grenadier-Division aufgestellt.
Mit Befehl vom 2. November 1944 wurde die Division als 25. Waffen-Grenadier-Division der SS „Hunyadi“ (ungarische Nr. 1) im Raum Zalaegerszeg mit Freiwilligen aus Ungarn neu geschaffen.
Bereits Ende November wurde sie jedoch auf den Truppenübungsplatz Neuhammer in Schlesien überführt, wo später auch die 26. Waffen-Grenadier-Division der SS (ungarische Nr. 2) aufgestellt wurde. Beide Divisionen bildeten im Februar 1945 das XVII. Waffen-Armeekorps (ungarisches). Die sowjetische Winteroffensive im Januar 1945 zwang die noch nicht vollständig aufgestellte Division nach Westen auszuweichen, wo sie sich im Mai 1945 amerikanischen Truppen im Raum Attersee (Österreich) ergab.

## Zusammensetzung und Bezeichnung
Die Division setzte sich überwiegend aus Angehörigen des ungarischen Honvéd zusammen. Im Gegensatz zu SS-Verbänden, die sich aus Deutschen oder Angehörigen der sogenannten „nordischen Rasse“ zusammensetzten, führte die Division die Bezeichnung: Waffen- anstelle von SS, den Dienstgraden wurde ebenfalls ein Waffen- vorangestellt. Der Ehrenname „Hunyadi“ geht auf den Familiennamen des ungarischen Heerführers Johann Hunyadi zurück.

## Gliederung
- Waffen-Grenadier-Regiment der SS 61 (ungarisches Nr. 1)
- Waffen-Grenadier-Regiment der SS 62 (ungarisches Nr. 2)
- Waffen-Grenadier-Regiment der SS 63 (ungarisches Nr. 3)
- Waffen-Artillerie-Regiment der SS 25
  - Waffen-Schi-Bataillon 25
  - SS-Divisions-Füsilier-Bataillon 25
  - SS-Panzerjäger-Abteilung 25
    - SS-Veterinär-Kompanie 25

  - SS-Feldersatz-Bataillon 25
- SS-Versorgungs-Regiment 25

## Kommandeure
- November 1944: SS-Standartenführer Thomas Müller
- November 1944: bis 8. Mai 1945 SS-Gruppenführer Josef Grassy